# 八塊無線送信所
八塊無線送信所為台灣日治時期隸屬於臺灣總督府交通局的無線通信設施，位於新竹州八塊庄（今 八德區）。現為中華電信所使用，並在2018年被登錄為桃園市市定古蹟。

## 介紹
台灣的航空運輸自1930年代逐漸發展，日本當局為推動內臺航線，且將台灣計畫為南進航空基地，在桃園臺地群一帶設置了數座無線通信設施，八塊無線送信所即為其中之一，作為航空及船舶通訊用的送信電台，與其相應的設施尚有「桃園無線受信所」和大園標誌送信所（現為大園國中），亦便與八塊飛行場、桃園飛行場和龍潭飛行場聯絡。八塊無線送信所於1940年8月8日落成，訊號發送對象為對曼谷、廣東、上海和廈門等航線的飛機和飛行基地。
二戰後，八塊無線送信所由臺灣省行政長官公署成立的郵電管理委員接收，並改稱「臺北電信局桃園無線電發報臺」。在1996年交通部電信總局的營運部門拆分為中華電信後，做為臺北營運處桃園營運中心大湳行通股。

## 建築
八塊無線送信所為三連棟的寄棟造建築，其間有廊道相連，牆面為國防色系的墨綠色，基座有橫式線角的土色系洗石子修飾。日治時期所種植的松樹也還保留著，而空中線陣列則皆已拆除。